# M̆
Cette page contient des caractères spéciaux ou non latins. S’ils s’affichent mal (▯, ?, etc.), consultez la page d’aide Unicode.
M̆ (minuscule : m̆), ou M bref, est une lettre latine utilisée dans certaines romanisations de l’alphasyllabaire cingalais. Elle est composée de la lettre M diacritée d’une brève.

## Utilisation
Le M brève est utilisé notamment dans A Grammar of the Sinhalese Language de Geiger pour la translittération de ‹ ඹ › m̆ba.

## Représentations informatiques
Le M bref peut être représenté avec les caractères Unicode suivants :
- décomposé (latin de base, diacritiques) :

| formes    | représentations | chaînes de caractères | points de code | descriptions                                |
| --------- | --------------- | --------------------- | -------------- | ------------------------------------------- |
| capitale  | M̆               | M◌̆                    | U+004D U+0306  | lettre majuscule latine m diacritique brève |
| minuscule | m̆               | m◌̆                    | U+006D U+0306  | lettre minuscule latine m diacritique brève |